# For Honor
A For Honor egy Ubisoft Montreal által kifejlesztett játék, amelyet az Ubisoft tett közzé. Megtalálható Microsoft Windows, PlayStation 4 és Xbox One platformokon.

## Történet
A szamurájokkal, vikingekkel és lovagokkal megtöltött játékot alapvetően az online megmérettetésekre hegyezték ki, ennek ellenére tartalmaz kampány módot is, mely kb. 10-12 óra hosszú.
A történet fő eleme Apollyon, a hadvezérasszony, aki mindenáron világméretű háborút akar elindítani.
Eme konfliktusnak lehetünk szem- és fültanúi mind a vikingek, mind pedig a lovagok és a szamurájok oldaláról egy-egy 3-4 órás fejezet erejéig. Nehézségi szinttől függően ez a szám változhat. Ha egyedül nem boldogulnánk, akkor segítségül hívhatjuk egy barátunkat is, hiszen akár ketten is végigjátszható a kampány.